# 大眼貝氏石首魚
大眼貝氏石首魚為輻鰭魚綱鱸形目鱸亞目石首魚科的其中一種，分布於西大西洋區，從加勒比海至巴西海域，棲息深度16-40公尺，本魚上半部灰色，下半部銀色。淡淡的暗條紋在兩側，斜以上，縱向側線以下。背鰭和尾鰭灰白且具黑邊緣，臀鰭前部具斑點，下巴沒有觸鬚，前鰓蓋骨具鋸齒，背鰭硬棘11枚;背鰭軟條21-26枚;臀鰭硬棘2枚;臀鰭軟條7-9枚，體長可達35公分，棲息在沿岸沙泥底質海域，屬肉食性，以魚類、甲殼類為食，可做為食用魚。